# Queer as Folk (serie televisiva 1999)
Queer as Folk è una serie televisiva britannica trasmessa dal 1999 al 2000 e composta complessivamente da dieci episodi. La serie è stata riproposta in un remake statunitense dal 2000.
La serie narra la vita di tre ragazzi omosessuali nei pressi del gay village di Canal Street a Manchester.

## Produzione
La serie è stata prodotta dall'indipendente Red Production Company per Channel Four, che aveva già dimostrato la sua apertura per le tematiche gay in serie come Beautiful Thing la quale ebbe poi una trasposizione cinematografica.
Sia Queer as Folk (la prima stagione di otto episodi) sia Queer as Folk 2 - Same Men. New Tricks (stagione costituita dalle ultime due) sono state scritte da Russell T. Davies, a cui si deve anche un successivo serial di argomento gay: Bob and Rose.
Il titolo del programma deriva da un'espressione popolare inglese, "there's nought so queer as folk", che significa "non c'è nulla di così strano come la gente (comune)": giocando sul fatto che il termine "queer" (letteralmente "strano") è usato spesso come sinonimo di "omosessuale", per cui l'espressione assume il significato di "normalità" della condizione gay. Davies intitolò dal principio la serie in questo modo, sebbene poi Channel Four propose, durante la fase di sviluppo e pre-produzione il titolo "Queer as Fuck". Alla fine si ritornò al nome originario.
Le musiche sono state composte da Murray Gold appositamente per la serie.

## Personaggi e trama
Gli autori dicono che Queer as Folk, sebbene superficialmente sia un realistico affresco della vita cittadina gay negli anni novanta, è frutto di fantasia, e che i personaggi non sono degli archetipi perfetti di maschi omosessuali.
I protagonisti sono: Stuart Alan Jones (Aidan Gillen), pubblicitario di successo, che apparentemente cerca di avere approcci sessuali con tutti i maschi in cui si imbatte, riuscendoci, il suo amico di lunga data Vince Tyler (Craig Kelly), impiegato in un supermercato, più sfortunato in amore, e infine il sedicenne Nathan Maloney (Charlie Hunnam), che non ha alcuna esperienza all'inizio, ma è deciso a recuperare in fretta.
Stuart si delinea come un personaggio avente un grande carisma e fascino, in grado addirittura di eiaculare precocemente al fine di dissuadere Nathan dal fatto che lui sia degno di venerazione. La caratteristica principale di Stuart è che lui fa ciò che vuole: fa esplodere la macchina della madre di un suo amico (dopo che la madre fa qualcosa di particolarmente brutto al figlio), invita la collega di Vince (che ha una cotta per lui, che non è gay dichiarato) alla festa di compleanno di Vince e le presenta il fidanzato di Vince (per farsi odiare da Vince e far sì che quest'ultimo si innamori del suo fidanzato), e guida una macchina di prova all'interno del salone d'esposizione (quando il venditore fa un commento omofobo). Anche alcuni dei personaggi minori, come ad esempio Hazel (Denise Black) e Alexander (Antony Cotton) hanno una certa profondità, in particolare Hazel.
Nella seconda serie, il tono diviene decisamente più serio, dovendo ognuno dei personaggi principali compiere scelte riguardanti il suo futuro. Ma alla fine, le cose volgono al meglio per tutti: Nathan è destinato a diventare il futuro "Re" di Canal Street, mentre Vince parte con Stuart. La frase finale cita "ci sono molte voci su Stuart e Vince....e sono tutte vere!"

## Episodi
| Stagione         | Episodi | Prima TV Regno Unito | Prima TV Italia |
| ---------------- | ------- | -------------------- | --------------- |
| Prima stagione   | 8       | 1999                 | 2002            |
| Seconda stagione | 2       | 2000                 | 2002            |

## Accoglienza
La prima serie ha provocato polemiche in Gran Bretagna poiché molti conservatori sono rimasti sconvolti nel vedere un personaggio minorenne avere rapporti omosessuali. Anche la natura esplicita delle scene di sesso ha provocato controversie; in particolare nel primo episodio c'è una completa scena di sesso che comprende masturbazione, rimming, e sperma. Comunque la prima serie ha avuto ottimi ascolti, nonostante la messa in onda a tarda sera e il ritiro del suo sponsor principale, "Becks's".
Il grande successo della prima serie ha fatto sì che Channel 4 ne commissionasse una seconda, ma sebbene Davies inizialmente intendesse scrivere una seconda serie completa, egli decise che non c'era molto altro da raccontare e invece finì la storia con uno special tv in due puntate, di tono minore rispetto alla serie precedente. Questa volta le scene di sesso erano per la maggior parte assenti, una decisione ovviamente applaudita da quanti prima avevano criticato la serie.

### Messa in onda e censura in Italia
Nel 2001 la serie inglese fu acquistata e pubblicizzata dalla rete nazionale LA7. Sorse allora un'aspra polemica, che vide molti conservatori chiederne la messa al bando ritenendo inadatta al pubblico nazionale e immorale una serie che descrivesse e mostrasse sesso e sentimenti omosessuali. Nonostante la perdita economica che ne derivò, la neonata rete televisiva LA7 decise di non trasmetterla per evitare ulteriori polemiche. La serie è stata poi trasmessa su satellite dalla rete GAY.tv dal 13 maggio 2002 in una fascia serale-notturna. Nel 2004 Queer as Folk UK è uscita in DVD.
Nella versione italiana, inoltre, sono state apportate alcune modifiche anagrafiche: Nathan ha sedici anni nell'adattamento italiano, quindici nella serie originale; Stuart, nel primo episodio, racconta di aver perso la verginità in uno spogliatoio a dodici anni che sono diventati quattordici nel doppiaggio italiano.

## Opere derivate

### Spin-off e remake
A seguito del successo, il canale statunitense Showtime ha prodotto un remake della serie ambientato a Pittsburgh in Pennsylvania, intitolato anch'esso Queer as Folk. La versione statunitense è stata però criticata da alcuni fan di quella inglese per il suo cast eccessivamente attraente, per la perdita dell'originale carattere eccentrico, per aver smorzato gli elementi più cupi dell'originale (come la morte di uno dei personaggi) e per il fatto che Stuart/Brian non rappresenta più il potere, ma solo il sesso.
Sono stati girati nel 2000 due documentari dedicati alla serie: The Boys of Manchester: On the Set of Queer as Folk (per la prima stagione) e What the Folk?... Behind the Scenes of 'Queer as Folk' (per la seconda).
Non è stata mai specificata la data esatta della produzione di uno spin-off o di un altro remake della serie, ma uno spin-off intitolato Misfits (da non confondere con la serie di successo del 2009-2013 con lo stesso nome) doveva essere commissionato da Channel 4, che avrebbe dovuto seguire le avventure di Hazel, Alexander e Donna (che fu assente dalla 2ª serie a causa di altri impegni) e Bernard della serie originale con l'introduzione di nuovi personaggi. Sebbene Davies abbia sviluppato bozze di sceneggiature per 4 episodi e trame per altri 22, la serie è stata annullata prima di andare in pre-produzione.
Come risultato della decisione di Channel 4, Davies ha tirato fuori un accordo che avrebbe visto una serie di cortometraggi di Queer as Folk pubblicati sul sito web dell'emittente, ma ha promesso di non lavorare ancora con Channel 4, a meno che non abbia un'idea che funziona solo per quel canale.
Nel 2015 (15 anni dopo), Davies è tornato da Channel 4 con la serie drammatica Cucumber, l'antologia drammatica Banana e la webserie documentario Tofu. Denise Black fa un cameo come fantasma di Hazel Tyler nel sesto episodio di Cucumber.

### Reboot
La NBC Universal ha ordinato un reboot della serie Queer as Folk di Russell T. Davies trasmesso a partire dal 2022.